# Суруджилер
Суруджилер (на гръцки: Τείχος, Тихос, до 1927 година Σουρουτζουλέρ/Σιουρουδζιλέρ, Сурудзулер) е село в Република Гърция, разположено на територията на дем Бук (Паранести), област Източна Македония и Тракия.

## География
Селото е разположено североизточно от Драма и северно от Горно Шимширли (Ано Пиксари).

## История
В края на XIX век Суруджилер е село в Драмска кааза на Османската империя. След Междусъюзническата война попада в Гърция. След Първата световна война населението на Суруджилер е изселено в Турция по силата на Лозанския договор, а в селото са настанени гръцки бежанци. През 1927 година името на селото е сменено на Тихос. Към 1928 година селото е изцяло бежанско с 38 семейства и общо 152 души.
Населението отглежда тютюн, жито и други земеделски култури, като се занимава и със скотовъдство.
| Година    | 1913 | 1920 | 1928 | 1940 | 1951 | 1961 | 1971 | 1981 | 1991 | 2001 | 2011 | 2021 |
| --------- | ---- | ---- | ---- | ---- | ---- | ---- | ---- | ---- | ---- | ---- | ---- | ---- |
| Население | 172  | 133  | 195  | 226  | 174  | 135  | 77   | 62   | 50   | 68   | 63   | 27   |